# Артена (провінція Рим)
Артена (італ. Artena) — муніципалітет в Італії, у регіоні Лаціо, метрополійне місто Рим-Столиця.
Артена розташована на відстані близько 40 км на південний схід від Рима.
Населення — 14 276 осіб (2014).
Щорічний фестиваль відбувається 22 липня. Покровитель — Maria Maddalena.

## Демографія
Населення за роками:

Станом на 1 січня 2023 року в муніципалітеті офіційно проживали 984 іноземці з 47 країн, серед них 535 громадян країн Євросоюзу та 13 громадян України.

## Сусідні муніципалітети
- Чистерна-ді-Латіна
- Коллеферро
- Корі
- Ларіано
- Палестрина
- Рокка-ді-Папа
- Рокка-Массіма
- Рокка-Пріора
- Сеньї
- Вальмонтоне
- Веллетрі